# London Midland
London Midland ist der Markenname der ehemaligen britischen Eisenbahngesellschaft London and Birmingham Railway Ltd und ein Tochterunternehmen von Govia, einem Joint Venture zwischen Go-Ahead und Keolis. Sie war Teil des Verbundes National Rail und übernahm ab November 2007 im Rahmen dessen zahlreiche Strecken von ihren Vorgängern Silverlink und Central Trains. Nach einer verlorenen Ausschreibung übernahm am 10. Dezember 2017 West Midlands Trains (Konsortium von Abellio, JR East, Mitsui) den Betrieb unter den Marken London Northwestern Railway auf der West Coast Main Line und West Midlands Railway im Regionalverkehr um Birmingham.

## Rollmaterial
Die Flotte der London Midland bestand zuletzt aus über 150 Regionaltriebzügen.
| Eingesetzte Fahrzeuge | |                                               |                   |                 |        |                                                                         |
| Baureihe              | Bild | Typ                                           | V/max             | Personen- wagen | Anzahl | Baujahr                                                                 |
| 139                   | Die Parry People Mover (Baureihe 139) kommen ausschließlich als Shuttle auf der Stourbridge Town Branch Line zum Einsatz       | Railcar                                       | 64 km/h           | 1               | 2      | 2008                                                                    |
| 150 Sprinter          | Sprinter der Baureihe 150 im Bahnhof Birmingham Moor Street                                                                    | Triebwagen (Diesel)                           | 121 km/h          | 2               | 3      | 1984                                                                    |
| 153 Sprinter          | Sprinter der Baureihe 153 | Triebwagen (Diesel)                           | 121 km/h          | 1               | 14     | 1987–1988                                                               |
| 170 Turbostar         | Ein Bombardier Turbostar der Baureihe 170 in Shrewsbury                                                                        | Triebwagen (Diesel)                           | 161 km/h          | 2               | 17     | 1999–2000                                                               |
| 170 Turbostar         | Ein Bombardier Turbostar der Baureihe 170 in Shrewsbury                                                                        | Triebwagen (Diesel)                           | 161 km/h          | 3               | 6      | 1999–2000                                                               |
| 172 Turbostar         | Zwei Turbostar der Baureihe 172 in Doppeltraktion halten in Stourbridge Junction, wo die Stourbridge Town Branch Line abzweigt | Triebwagen (Diesel)                           | 161 km/h          | 2               | 12     | 2011                                                                    |
| 172 Turbostar         | Zwei Turbostar der Baureihe 172 in Doppeltraktion halten in Stourbridge Junction, wo die Stourbridge Town Branch Line abzweigt | Triebwagen (Diesel)                           | 161 km/h          | 3               | 15     | 2011                                                                    |
| 230 D-Train           | D-Train von Vivarail (Baureihe 230)                                                                                            |                                               | 97 km/h           | 3               | 1      | Umbau aus Wagen des London Underground D78 Stock der London Underground |
| 319                   | Zweisystemzug der Baureihe 319, dieser Triebzug wird allerdings von Southern betrieben                                         | Triebwagen (Elektro)                          | 161 km/h          | 4               | 7      | 1987–1988                                                               |
| 323                   | Baureihe 323 fährt im Bahnhof Birmingham New Street nach Norden                                                                | Triebwagen (Elektro)                          | 145 km/h          | 3               | 26     | 1992–1993                                                               |
| 350 Desiro UK         | Desiro UK der Baureihe 350/1 in Harrow & Wealdstone an der West Coast Main Line auf dem Weg nach London Euston                 | Triebwagen (Elektro)                          | 161 km/h 177 km/h | 4               | 77     | 2004–2014                                                               |
| 350 Desiro UK         | Desiro UK der Baureihe 350/1 in Harrow & Wealdstone an der West Coast Main Line auf dem Weg nach London Euston                 | Desiro UK der Baureihe 350 von London Midland |                   |                 |        |                                                                         |

## Streckennetz
Das Zentrum des etwa 150 Bahnhöfe umfassenden Streckennetzes der London Midland war die mittelenglische Metropole Birmingham in den Midlands. Neben zahlreichen regionalen Destinationen verkehrte die Gesellschaft auch auf der West Coast Main Line bis London Euston (daher die Namensgebung) und Liverpool Lime Street.